# 布赖滕巴赫
布赖滕巴赫是德国莱茵兰-普法尔茨州的一个市镇。总面积8.89平方公里，总人口1895人，其中男性936人，女性959人（2011年12月31日），人口密度213人/平方公里。